# 自由主義神學
自由主義神學（英語：Liberal Christianity，又譯為自由派基督教），是当代基督教的现代主义运动。
为对抗自由主义神学教义对正统基督教教义的冲击，基督教内保守派自19世纪末、20世纪初兴起了基要主义，以抗衡自由派。

## 教义
自由主义神学通常有以下特征：
- 相对于保守派而言，其内部观点呈多元化。
- 相对于保守派而言，在救赎的问题上持更宽松的观点，包括普救论的信念。
- 更愿意認識和接受基督教以外的立場观点（如其他信仰和哲学传统）。
- 倾向于以现代科学对正统神学进行重估，將圣经中的神迹奇事視為隱喻而非史實來解讀。
- 不再承认《圣经》的绝对权威性，认为《圣经》只是个人生活和信仰的指导、而非必需遵守及认同所有的教條。
- 包容不同性取向人士、曾经墮胎的婦女、性工作者，尊重不同宗教人士、少數族裔傳統習俗等。

自由主义神学的“自由”一词意思是按照现代哲学和现代科学来解释圣经，不将圣经视作絕對权威，故不受圣经本身的权威约束。
自由派的一个重要特点在于其观点的多样化，这也使得如何确切界定何为自由派变得十分困难，但自由派神学有一个共同的特点，即否认圣经中的神迹奇事內容，相信人的理性。但不完全接受圣经中的神迹奇事，在保守派基督徒看来就已经不是真正的基督徒了。
自由派认为保守派為主的教會缺乏同情、怜悯、爱心、包容其他人，導致信徒下降，而保守派強烈反對並谴责墮胎、同性戀、婚前性行為等行為是所謂「没有爱心及排斥的表现」。在保守派看来，自由派的爱心，就是所謂「连非信徒也不接受」的如同性恋和墮胎等也宽容。
（婚前性行為及婚外性行為，過去保守派看來等同「通姦」，犯下所謂「十誡」中的「姦淫」罪，「不可寬恕」。自由派認同應予宽容和接納，保守派認為這等同所謂「縱容」。）保守派与自由派之间的争议通常出于这样的原因。但近年隨著離婚率的增加，即使是保守派教會都對已離婚的教友持宽容態度，儘管並不鼓勵。
自由主义神学的大前提，是以人性的理性分析及科学的发现为依归；任何与理性和科学不吻合的都要受到反对。因此，自由主义反对基督教信仰的历史教义，因为这些都是非科學、超自然的神迹。自由主義亦批判耶穌基督道成肉身、耶穌復活的「事蹟」。
自由主义神学看圣经是一本普通但有十分具價值和意義的书，但不是在提摩太前書所指聖經是神的默示的。高等批判学从人的观点出发，分析圣经的书卷，尝试去发现与作者、日期及重要资源有关的人为因素，所以圣经书卷的写作日期通常被推后。有关作者的传统说法通常都被否定。圣经的权威及神圣启示被否定。人类應理性分析及了解信仰的真締，不高于圣经与传统教义。圣经是需要用一个理性的立场去了解的，如果圣经有一些不合常理的事，就应该被否定，因此，圣经的神迹可被摒弃。
自由主义神学强调神的内蕴性（immanence），即是神无处不在，及无事不有。神内蕴性的极端结果是泛神论（pantheism）（神就是一切）。在自由主义神学的教义里，神在各处工作——他在自然界工作；也在演化过程中工作，因此，神迹是不需要的。
传统基督教神学是教导真理及道德的绝对标准，而自由主义却教导世界是个开放系统。自由派神学认为世事并没有绝对，也不应该有教义的断言。任何事物都可以受质疑——包括圣经及传统的教义。传统神学应被否定，因为它是一个固定系统（fixed system）；而自由派则认为，一切都可以改变。
自由派神学反对个人的救恩和永远的审判——因为都是无关宏旨的。自由派是乐观的，它要透过人的努力去建立天国；社会福音就是它的信息。神的国不是未来的、不是属于超自然时代的，而是在今生，透过应用耶稣的原则及伦理观念便能实现了。
自由派神学否定人的全然败坏和原罪教义。认为所有人生來并非邪恶的，而且基本上是良善的。在始祖亞當和夏娃吃「禁果」後，雖然人要面對死亡，但人的世代從此有了分辨善惡的權利。犯罪後的人可以透过教育的指引去行善。耶稣的神性被否定（質疑三位一體），他们认为耶稣是一个好教师和先知，是一个理想的人，是人类的良好典范。圣经的神迹也被否定，因为这些与人类的理性，及现代科学不协调。

## 历史
19世紀達爾文主義在歐洲兴起，理性主义蓬勃發展，某些知识分子开始认为圣经中的神迹奇事不合理性而加以拒绝。因受德國浪漫主義及啟蒙運動影響，在新教教會中興起了一項新運動稱為自由神學。被稱為自由的原因是主張此思想的信徒，認為個人有權力認為自己所信的是什麼，不應受到圣经的约束。他们认为，若不在理性之下，信仰便成為了迷信。這種宗教是純粹主觀性的。自由神學的創始人是士來馬赫，他不相信聖經記載著神的特殊啟示，他堅信內心的良知，而這良知可以叫我們在內心、在宇宙間察覺上帝，因為人無法確認自己經驗以外的任何事情，所以對他而言宗教是一種情感的經驗，這種對基督的直覺是宗教唯一的解釋。士來馬赫認為新約及信經中所解釋的耶穌，都被錯誤解釋了。
與士來馬赫同一時期還有一位哲學家黑格爾也屬於自由派學者，他暗指早期基督教（新約時期）的思想只是信仰的原始概念，隨著時間知識會逐漸成熟、完全，所以基督教的信仰需要重新被修正、改變以達到完全的地步。在士來馬赫之後出現許多深受他影響之神學家例如克里斯提安·鲍尔、立敕爾接續發展此思想。雖然立敕爾反對士來馬赫所提出的宗教經驗及形而上學的觀念，多強調於倫理及社會行動的焦點，但接下來所發展出的思想都有某些相同信念。此思想注重個人勝於聖經之權威，因為過於注重理性所以對於基督教中許多奧秘之事無法接受，例如聖靈感孕、道成肉身、耶稣復活、“三位一體”的神等等。因為十分強調懷疑論之思維，所以將歷史中的耶穌與教義中的基督分開來，並且將心理學、哲學等思想加入信仰的中心，企圖重新建構基督教的信仰核心。這個思想很快在德國以外的地區散布開來。
歐洲第一次世界大战带来自由主义神学的衰亡。后来，一种新的自由主义神学，又称为「实体神学」（realistic theology）就此形成。新的自由主义神学比旧自由主义神学重视圣经，如陶德等人就曾认真地研究过圣经。但自由主义神学前提——对圣经默示的否定——仍是自由主义神学的立场。新自由主义神学保留了自由主义神学对人性的基本信念。他们認為人基本上是良善的，并不邪恶，只是「已破坏了的好东西」。
新的自由派神学依然受到保守派的抗衡。

## 代表人物
德国
- 立敕爾
- 士來馬赫

美国
- 保羅·田立克

中国大陸
- 丁光训
- 吴耀宗，社会福音派

香港
- 陳士齊

## 外部連結
- 自由主義神學簡介 （页面存档备份，存于）